# Allonne, Deux-Sèvres
Allonne là một xã trong tỉnh Deux-Sèvres trong vùng Nouvelle-Aquitaine ở phía tây nước Pháp. Xã này nằm ở khu vực có độ cao từ 145-234 mét trên mực nước biển. Xã này có khoảng cách 5 5 km về phía đông nam Secondigny và 14 km về phía tây nam Parthenay.